# Саобраћајна географија
Саобраћајна географија је део економске географије, у склопу друштвене географије. Бави се поучавањем географских претпоставки, развоја и територијалног размештаја саобраћајница и саобраћајних комплекса.
Истражује саобраћајне системе света као целине и појединих његових делова, притом, обазирући се на географске предуслове и последице њиховог функционисања.